# Paranirvāṇa

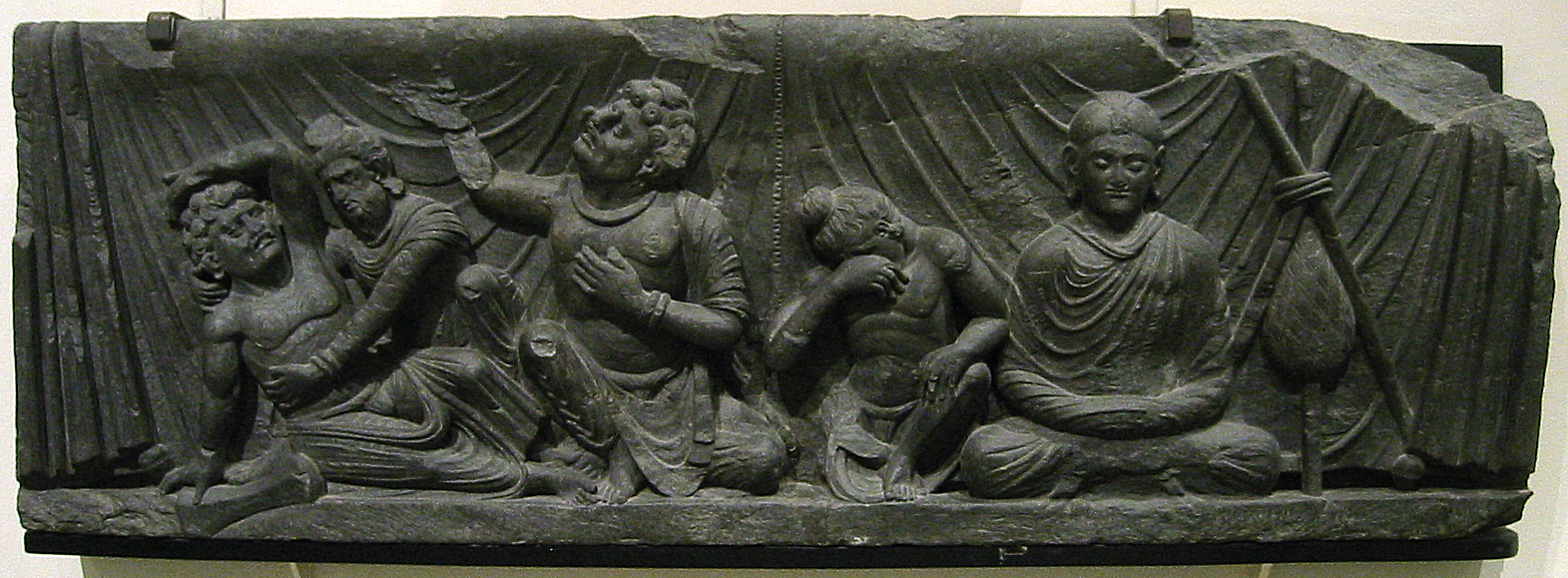
Representación del Páranirvana

En el marco del budismo, el páranirvana es el nirvana final, que una persona alcanza tras la muerte del cuerpo, siempre que en vida esa persona haya alcanzado la iluminación.
El páranirvana es el objetivo supremo del budismo, que rompe el ciclo de muerte y renacimiento, y que disuelve el skandha (los cinco agregados).
Según la concepción budista, la liberación se puede obtener aquí en la tierra, en vida (nirvana) y se puede obtener más allá de la muerte física del cuerpo una vez alcanzado el primero (pára nirvana). Son dos fases de un mismo proceso, una provisional y otra definitiva, siendo necesario siempre el paso por la primera para alcanzar, tras la muerte, la segunda.
De todas formas, más que entender qué es el nirvana lo importante es buscarlo. Por eso el budismo es más una concepción fenomenológica, una disciplina ética para alcanzar la suprema serenidad.
Muchos han llegado a la conclusión de que el nirvana es la nada, concepción que ha sido discutida por aquellos que afirman que el nirvana no completamente describible, por lo que toda aproximación racional sólo sería una aproximación. Si en la hora de la muerte el deseo todavía influye sobre la persona, ésta no consigue llegar al nirvana, sino que los elementos agregados que constituyen su cuerpo pasan a formar otro cuerpo que ha de vivir nuevamente y volver al ciclo del samsara.
Este concepto fue introducido por Buda Gautama, en la iluminación recibida bajo el árbol Pippala (Ficus religiosa).

## Traducciones y transliteraciones
- परनिर्वाण, en escritura devánagari del sánscrito.
- paranirvāṇa, en el sistema IAST de transliteración.[1]
- परिनिब्बाण, parinibbāṇa, en pali.
- 般涅槃, bō niè pán, en chino.